# Robert Fruinlaan
De Robert Fruinlaan is een belangrijke doorgaande straat in Slotervaart in Amsterdam Nieuw-West.
De straat ligt in het verlengde van de Postjesweg en werd voor het verkeer opengesteld op 10 juli 1960. Hiervoor was een doorgraving van de Ringspoorbaan noodzakelijk. De straat loopt door tot het punt waar de Johan Huizingalaan overgaat in de Oostoever. In het verlengde van de straat ligt het Christoffel Plantijnpad.
Op 1 juni 1986 werd het viaduct van de Spoorlijn Amsterdam Centraal - Schiphol over de Postjesweg/Robert Fruinlaan in gebruik genomen en op 28 mei 1997 volgde aan de oostzijde hiervan de metrobaan met het viaduct van metrostation Postjesweg.
Aan de zuidzijde bestaat de bebouwing uit portiekflats. Aan de noordzijde lag tot de jaren negentig een rioolwaterzuiveringsinstallatie die toen werd verplaatst waarbij ruimte ontstond voor de nieuwbouwwijk Oostoever.
Vanaf de eerste dag van openstelling rijdt buslijn 18 door de straat. Sinds 28 mei 1997 rijdt metrolijn 50 over de straat en heeft er een station evenals metrolijn 51 sinds 3 maart 2019.
De straat werd bij een raadsbesluit van 22 juni 1955 vernoemd naar Robert Fruin, een Nederlands historicus en hoogleraar te Leiden.